# Arthur Vere Harvey
Arthur Vere Harvey, baron Harvey de Prestbury, (31 janvier 1906 - 5 avril 1994) est un officier supérieur de la Royal Air Force et un homme politique conservateur britannique qui est député pendant 26 ans. 

## Jeunesse et Seconde Guerre mondiale
Harvey fait ses études au Framlingham College, Suffolk et sert dans la Royal Air Force de 1925 à 1930 et pendant la Seconde Guerre mondiale. Il est conseiller des forces aériennes de la Chine du Sud de 1932 à 1935 et chef d'escadron de l'armée de l'air auxiliaire en 1937. Il fonde l'escadron n° 615 (comté de Surrey) et le commande pendant la bataille de France. Il est nommé Commandeur de l'Ordre de l'Empire britannique en 1942. Il est ensuite président et directeur de plusieurs sociétés. 

## Député
Harvey est choisi comme candidat conservateur pour Macclesfield après que l'ancien candidat Guy Gibson ait été tué au combat. Harvey est élu député de Macclesfield en 1945 et conserve le siège lors de sept élections générales suivantes. Il est fait chevalier en 1957. Aux Communes, Harvey est président du Comité 1922 de 1966 à 1970. Le 14 octobre 1969, il est nommé Freeman honoraire de l'arrondissement de Macclesfield. 
Harvey est créé pair à vie avec le titre de baron Harvey de Prestbury, de Prestbury dans le comté palatin de Chester le 1er mai 1971. Il est remplacé comme député lors de l'élection partielle suivante par son collègue conservateur, Nicholas Winterton. 

## Famille
Il s'est marié trois fois. 
- en 1940 à Jacqueline Dunnett (deux fils, mariage dissous en 1954)
- en 1955, Hilary Williams (décédée en 1978; mariage dissous en 1977)
- en 1978, Carol Cassar-Torreggiani; trois filles adoptives.

Il est mort au port de St Martin, Guernesey le 5 avril 1994. 